# Територіальний поділ Росії
Згідно з Конституцією, зміненою після початку тимчасової окупації Криму, РФ поділяється на 22 республіки, 9 країв, 46 областей, 2 міста федерального значення, 1 автономну область, 4 автономні округи. Україна та абсолютна більшість світової спільноти вважає російські дії в Криму окупацією АР Крим та Севастополя.
Адміністративний поділ Російської Федерації станом на 2013 рік дещо відрізнявся від поділу тієї ж території в радянські часи:
- усі автономні радянські соціалістичні республіки та автономні області (крім Єврейської АО) стали республіками у складі РФ;
- Чечено-Інгуська АРСР розділилася на 2 республіки: Чечню та Інгушетію;
- виділено 2 міста федерального значення (Москва та Санкт-Петербург);
- перейменовано області: Горьківську на Нижньогородську, Калінінську на Тверську та Куйбишевську на Самарську;
- Чукотський автономний округ вийшов зі складу Магаданської області, Єврейська автономна область вийшла зі складу Хабаровського краю;
- Сокольський район Івановської області (2100 км²) перейшов до складу Нижньогородської області;
- Комі-Перм'яцький автономний округ і Пермська область об'єдналися, утворивши Пермський край (2005);
- Евенкійський і Таймирський автономні округи увійшли до Красноярського краю (2007);
- Коряцький автономний округ і Камчатська область об'єдналися, утворивши Камчатський край (2007);
- Усть-Ординський Бурятський автономний округ приєднано до Іркутської області (2008);
- Агінський Бурятський автономний округ і Читинська область об'єдналися, утворивши Забайкальський край (2008);
- частина території Московської області включена в межі Москви (2012).

## Анексія Криму
Протягом лютого-березня 2014 року Російською Федерацією внаслідок військової агресії було анексовано Кримську автономію та Севастополь від України та приєднано до Російської Федерації на правах суб'єктів Російської Федерації.
Анексія Криму не визнається Україною, не визнається Генеральною асамблеєю ООН, ПАРЄ, ПА ОБСЄ, а також суперечить рішенню Венеційської комісії, натомість російською владою трактується як «повернення Криму до Росії». Згідно з Законом України «Про забезпечення прав і свобод громадян та правовий режим на тимчасово окупованій території України» територія Кримського півострова внаслідок російської окупації вважається тимчасово окупованою територією.

## Захоплення та анексія українських територій у 2022 році
Не зроблено

## Адміністративний поділ РФ
| №                           | Суб'єкт федерації   | Площа (км²) | Населення 9 жовтня 2002 | Населення 1 січня 2012 | Центр                      | Склад                              | Адміністративний поділ суб'єкта |
| Республіки                  |                     |             |                         |                        |                            |                                    |                                 |
| 1                           | Адигея              | 7 792       | 447 000                 | 442 451                | Майкоп                     | 7 районів і 2 міста                | докладніше                      |
| 2                           | Алтай               | 92 903      | 203 000                 | 208 425                | Горно-Алтайськ             | 10 районів і 1 місто               | докладніше                      |
| 3                           | Башкортостан        | 142 947     | 4 103 000               | 4 064 245              | Уфа                        | 54 райони і 21 місто               | докладніше                      |
| 4                           | Бурятія             | 351 334     | 981 000                 | 971 391                | Улан-Уде                   | 21 район і 2 міста                 | докладніше                      |
| 5                           | Дагестан            | 50 270      | 2 584 000               | 2 930 449              | Махачкала                  | 41 район і 10 міст                 | докладніше                      |
| 6                           | Інгушетія           | 3 628       | 469 000                 | 430 495                | Магас                      | 4 райони і 4 міста                 | докладніше                      |
| 7                           | Кабардино-Балкарськ | 12 470      | 901 000                 | 859 063                | Нальчик                    | 10 районів і 3 міста               | докладніше                      |
| 8                           | Калмикія            | 74 731      | 292 000                 | 286 689                | Еліста                     | 13 районів і 1 місто               | докладніше                      |
| 9                           | Карачаєво-Черкесія  | 14 277      | 440 000                 | 474 675                | Черкеськ                   | 10 районів і 2 міста               | докладніше                      |
| 10                          | Республіка Карелія  | 180 520     | 717 000                 | 639 681                | Петрозаводськ              | 16 районів і 13 міст               | докладніше                      |
| 11                          | Республіка Комі     | 415 900     | 1 019 000               | 889 837                | Сиктивкар                  | 12 районів і 8 міст                | докладніше                      |
| 12                          | Крим                | 26081       |                         |                        | Симферополь                | 18 районів і 16 міст               | докладніше                      |
| 13                          | Марій Ел            | 23 375      | 728 000                 | 692 435                | Йошкар-Ола                 | 14 районів і 4 міста               | докладніше                      |
| 14                          | Мордовія            | 26 128      | 889 000                 | 825 454                | Саранськ                   | 22 райони і 7 міста                | докладніше                      |
| 15                          | Північна Осетія     | 7 987       | 710 000                 | 709 032                | Владикавказ                | 8 районів і 1 місто                | докладніше                      |
| 16                          | Татарстан           | 67 847      | 3 780 000               | 3 803 189              | Казань                     | 43 райони і 14 міст                | докладніше                      |
| 17                          | Тива (Тува)         | 168 604     | 306 000                 | 309 347                | Кизил                      | 17 районів і 2 міста               | докладніше                      |
| 18                          | Удмуртія            | 42 061      | 1 571 000               | 1 518 091              | Іжевськ                    | 25 районів і 5 міст                | докладніше                      |
| 19                          | Хакасія             | 61 569      | 546 000                 | 532 135                | Абакан                     | 8 районів і 5 міст                 | докладніше                      |
| 20                          | Чечня               | 16 000      | 1 100 000               | 1 302 165              | Грозний                    | 17 районів і 5 міст                | докладніше                      |
| 21                          | Чувашія             | 18 343      | 1 314 000               | 1 247 012              | Чебоксари                  | 21 район і 9 міст                  | докладніше                      |
| 22                          | Саха (Якутія)       | 3 083 523   | 948 000                 | 955 859                | Якутськ                    | 33 райони і 5 міст                 | докладніше                      |
| Краї                        |                     |             |                         |                        |                            |                                    |                                 |
| 1                           | Алтайський          | 167 996     | 2 607 000               | 2 407 230              | Барнаул                    | 60 районів і 11 міст               | докладніше                      |
| 2                           | Забайкальський      | 431 892     | 1 156 000               | 1 099 396              | Чита                       | 31 район і 5 міст                  | докладніше                      |
| 3                           | Камчатський         | 464 275     | 359 000                 | 320 156                | Петропавловськ-Камчатський | 11 муніципальних районів і 2 міста | докладніше                      |
| 4                           | Краснодарський      | 75 485      | 5 124 000               | 5 284 464              | Краснодар                  | 38 районів і 15 міст               | докладніше                      |
| 5                           | Красноярський       | 2 366 797   | 2 966 000               | 2 829 125              | Красноярськ                | 54 районів і 19 міст               | докладніше                      |
| 6                           | Пермський           | 160 236     | 2 824 000               | 2 631 073              | Перм                       | 33 райони і 14 міст                | докладніше                      |
| 7                           | Приморський         | 164 673     | 2 068 000               | 1 950 483              | Владивосток                | 22 районів і 12 міст               | докладніше                      |
| 8                           | Ставропольський     | 66 500      | 2 731 000               | 2 787 030              | Ставрополь                 | 26 районів і 10 міст               | докладніше                      |
| 9                           | Хабаровський        | 787 633     | 1 435 000               | 1 342 475              | Хабаровськ                 | 17 районів і 6 міст                | докладніше                      |
| Області                     |                     |             |                         |                        |                            |                                    |                                 |
| 1                           | Амурська            | 363 700     | 903 000                 | 821 573                | Благовещенськ              | 20 районів і 7 міст                | докладніше                      |
| 2                           | Архангельська       | 587 400     | 1 336 000               | 1 213 533              | Архангельськ               | 20 районів і 8 міст                | докладніше                      |
| 3                           | Астраханська        | 44 100      | 1 007 000               | 1 014 972              | Астрахань                  | 11 районів і 3 міста               | докладніше                      |
| 4                           | Бєлгородська        | 27 100      | 1 512 000               | 1 536 073              | Бєлгород                   | 21 район і 6 міст                  | докладніше                      |
| 5                           | Брянська            | 34 900      | 1 379 000               | 1 264 416              | Брянськ                    | 27 районів і 5 міст                | докладніше                      |
| 6                           | Владимирська        | 29 000      | 1 525 000               | 1 431 932              | Владимир                   | 16 районів і 10 міст               | докладніше                      |
| 7                           | Волгоградська       | 113 900     | 2 703 000               | 2 594 825              | Волгоград                  | 33 райони і 6 міст                 | докладніше                      |
| 8                           | Вологодська         | 145 700     | 1 270 000               | 1 198 546              | Вологда                    | 26 районів і 4 міста               | докладніше                      |
| 9                           | Воронезька          | 52 400      | 2 379 000               | 2 331 506              | Воронеж                    | 32 райони і 7 міст                 | докладніше                      |
| 10                          | Івановська          | 21 800      | 1 149 000               | 1 054 040              | Іваново                    | 21 район і 6 міст                  | докладніше                      |
| 11                          | Іркутська           | 767 900     | 2 582 000               | 2 424 355              | Іркутськ                   | 33 райони і 14 міст                | докладніше                      |
| 12                          | Калінінградська     | 15 100      | 943 000                 | 946 796                | Калінінград                | 13 районів і 6 міст                | докладніше                      |
| 13                          | Калузька            | 29 900      | 1 041 000               | 1 008 229              | Калуга                     | 24 райони і 4 міста                | докладніше                      |
| 14                          | Кемеровська         | 95 500      | 2 900 000               | 2 750 829              | Кемерово                   | 19 районів і 18 міст               | докладніше                      |
| 15                          | Кіровська           | 120 800     | 1 504 000               | 1 327 915              | Кіров                      | 39 районів і 5 міст                | докладніше                      |
| 16                          | Костромська         | 60 100      | 738 000                 | 661 764                | Кострома                   | 24 райони і 8 міст                 | докладніше                      |
| 17                          | Курганська          | 71 000      | 1 020 000               | 896 264                | Курган                     | 24 райони і 9 міст                 | докладніше                      |
| 18                          | Курська             | 29 800      | 1 236 000               | 1 121 563              | Курськ                     | 28 районів і 5 міст                | докладніше                      |
| 19                          | Ленінградська       | 84 000      | 1 671 000               | 1 733 907              | Санкт-Петербург            | 17 районів і 20 міст               | докладніше                      |
| 20                          | Липецька            | 24 100      | 1 213 000               | 1 165 916              | Липецьк                    | 18 районів і 2 міста               | докладніше                      |
| 21                          | Магаданська         | 461 400     | 183 000                 | 154 485                | Магадан                    | 8 районів і 2 місто                | докладніше                      |
| 22                          | Московська          | 46 000      | 6 627 000               | 7 198 686              | Москва                     | 38 районів і 56 міст               | докладніше                      |
| 23                          | Мурманська          | 144 900     | 893 000                 | 787 948                | Мурманськ                  | 5 районів і 13 міст                | докладніше                      |
| 24                          | Нижньогородська     | 76 900      | 3 524 000               | 3 296 947              | Нижній Новгород            | 48 районів і 12 міст               | докладніше                      |
| 25                          | Новгородська        | 55 300      | 695 000                 | 629 748                | Великий Новгород           | 21 район і 3 міста                 | докладніше                      |
| 26                          | Новосибірська       | 178 200     | 2 692 000               | 2 686 863              | Новосибірськ               | 30 районів і 7 міст                | докладніше                      |
| 27                          | Омська              | 139 700     | 2 079 000               | 1 974 820              | Омськ                      | 32 районів і 6 міст                | докладніше                      |
| 28                          | Оренбурзька         | 124 000     | 2 178 000               | 2 023 665              | Оренбург                   | 35 районів і 12 міст               | докладніше                      |
| 29                          | Орловська           | 24 700      | 861 000                 | 781 281                | Орел                       | 24 райони і 3 міста                | докладніше                      |
| 30                          | Пензенська          | 43 200      | 1 453 000               | 1 376 538              | Пенза                      | 28 районів і 5 міст                | докладніше                      |
| 31                          | Псковська           | 55 300      | 761 000                 | 666 924                | Псков                      | 24 райони і 2 міста                | докладніше                      |
| 32                          | Ростовська          | 100 800     | 4 407 000               | 4 260 643              | Ростов-на-Дону             | 43 райони і 16 міст                | докладніше                      |
| 33                          | Рязанська           | 39 600      | 1 228 000               | 1 148 457              | Рязань                     | 25 районів і 4 міста               | докладніше                      |
| 34                          | Самарська           | 53 600      | 3 240 000               | 3 214 065              | Самара                     | 27 районів і 10 міст               | докладніше                      |
| 35                          | Саратовська         | 100 200     | 2 669 000               | 2 508 754              | Саратов                    | 38 районів і 13 міст               | докладніше                      |
| 36                          | Сахалінська         | 87 100      | 547 000                 | 495 402                | Южно-Сахалінськ            | 17 районів і 9 міст                | докладніше                      |
| 37                          | Свердловська        | 194 800     | 4 490 000               | 4 307 594              | Єкатеринбург               | 30 районів і 34 міста              | докладніше                      |
| 38                          | Смоленська          | 49 800      | 1 051 000               | 980 482                | Смоленськ                  | 25 районів і 2 міста               | докладніше                      |
| 39                          | Тамбовська          | 34 300      | 1 180 000               | 1 082 545              | Тамбов                     | 23 районів і 7 міст                | докладніше                      |
| 40                          | Тверська            | 84 100      | 1 473 000               | 1 342 200              | Твер                       | 36 районів і 12 міст               | докладніше                      |
| 41                          | Томська             | 316 900     | 1 046 000               | 1 057 748              | Томськ                     | 16 районів і 6 міст                | докладніше                      |
| 42                          | Тульська            | 25 700      | 1 676 000               | 1 544 545              | Тула                       | 23 районів і 9 міст                | докладніше                      |
| 43                          | Тюменська           | 1 435 200   | 3 266 000               | 3 459 438              | Тюмень                     | 38 районів і 26 міст               | докладніше                      |
| 44                          | Ульяновська         | 37 300      | 1 382 000               | 1 282 094              | Ульяновськ                 | 21 район і 6 міст                  | докладніше                      |
| 45                          | Челябінська         | 87 900      | 3 606 000               | 3 480 142              | Челябінськ                 | 24 райони і 23 міста               | докладніше                      |
| 46                          | Ярославська         | 36 400      | 1 368 000               | 1 271 030              | Ярославль                  | 17 районів і 6 міст                | докладніше                      |
| Автономні округи            |                     |             |                         |                        |                            |                                    |                                 |
| 1                           | Ненецький           | 176 700     | 42 000                  | 42 437                 | Нар'ян-Мар                 | 1 район 1 місто                    | докладніше                      |
| 2                           | Ханти-Мансійський   | 523 100     | 1 433 000               | 1 561 238              | Ханти-Мансійськ            | 9 районів і 14 міст                | докладніше                      |
| 3                           | Чукотський          | 737 700     | 54 000                  | 50 988                 | Анадир                     | 8 районів і 1 місто                | докладніше                      |
| 4                           | Ямало-Ненецький     | 750 300     | 507 000                 | 536 558                | Салехард                   | 7 районів і 7 міст                 | докладніше                      |
| Автономна область           |                     |             |                         |                        |                            |                                    |                                 |
| 1                           | Єврейська           | 36 000      | 191 000                 | 174 412                | Біробіджан                 | 5 районів і 1 місто                | докладніше                      |
| Міста федерального значення |                     |             |                         |                        |                            |                                    |                                 |
| 1                           | Москва              | 2 511       | 10 358 000              | 11 612 943             | Москва                     | 12 округів                         | докладніше                      |
| 2                           | Санкт-Петербург     | 1 439       | 4 669 000               | 4 953 219              | Санкт-Петербург            | 18 районів                         | докладніше                      |
| Разом                       | Разом               | 17 075 400  | 145 182 000             | 143 056 383            | Москва                     |                                    |                                 |